# Джинс, Чарльз Генри
Чарльз Генри Джинс (англ. Charles Henry Jeens; 1827—1879) — английский гравёр.

## Биография
Чарльз Генри Джинс родился 19 октября 1827 года в деревне Юли (Uley) в Глостершире в семье Генри и Матильды Джинсов. Он изучал мастерство гравирования у Джона Брейна (John Brain) и Уильяма Грейтбаха (William Greatbach).
Чарльз Джинс скончался после продолжительной болезни 22 октября 1879 года.

## Профессиональная деятельность
В начале своей карьеры Джинс работал над изготовлением почтовых марок для колоний Великобритании. Он был одним из гравёров, работавших над книгой «Королевская галерея искусств» (англ. Royal Gallery of Art; 1854 год) под редакцией Сэмюэля Картера Холла (Samuel Carter Hall), и изготавливал гравюры для журнала «Арт Джорнэл» (англ. «The Art Journal»). Около 1860 года он стал сотрудничать с издательством «Макмиллан» (Macmillan & Co.), для серии «Золотая сокровищница» (англ. Golden Treasury) и других публикаций которого он создал множество виньеток и портретов, в том числе для серии «Видные деятели науки» (англ. Scientific Worthies) в журнале «Nature».

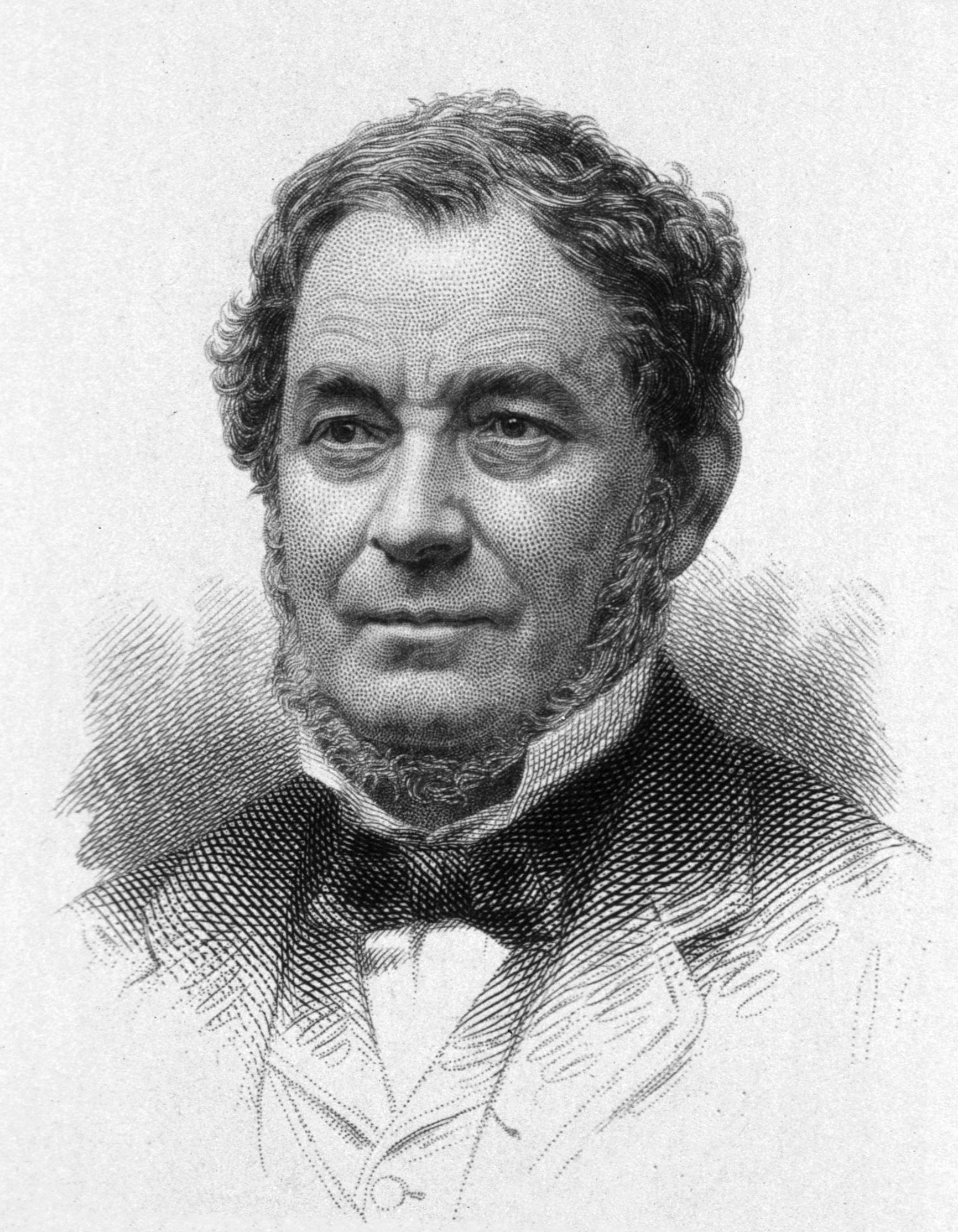
Роберт Бунзен, гравюра Чарльза Джинса

В 1863 году Джинс завершил для Художественного союза Лондона (Art Union of London) гравюру, начатую Генри Чонером Шентоном (Henry Chawner Shenton) по картине «Любимое дело» (англ. A Labour of Love) Томаса Френсиса Дикси; одной из его последних работ стала гравюра «Иосиф и Мария» (Joseph and Mary) по картине Эдварда Армитиджа, опубликованная тем же обществом в 1877 году. Другими гравюрами были:
- «Леди Гамильтон за прялкой» (англ. Lady Hamilton at the Spinning-wheel) Джорджа Ромни
- «Грёза» (англ. Reverie) Джона Эверетта Милле
- «Голова девушки» по Леонардо да Винчи для книги Уолтера Патера «Исследования по истории Возрождения» (англ. Studies in the History of the Renaissance);
- «Альберт, принц-консорт» (англ. Albert, Prince Consort) Джона Лейтона, памятная тацца, 1862—1863 гг.;
- «Королева и принц-консорт переходят Тарф» (англ. The Queen and Prince Consort fording the Poll Tarff) по картине Карла Хага, выгравированная для журнала королевы «Журнал о нашей жизни в горах» (англ. Journal of our Life in the Highlands), 1868 г.